# Хаббак, Артур Бенисон
Артур Бенисон Хаббак (англ. Arthur Benison Hubback; 13 апреля 1871 — 8 мая 1948) — британский инженер и архитектор, автор наиболее значительных зданий эпохи британского владычества на Малаккском полуострове, составляющих ныне «золотой фонд» архитектуры историзма Малайзии.

## Биография

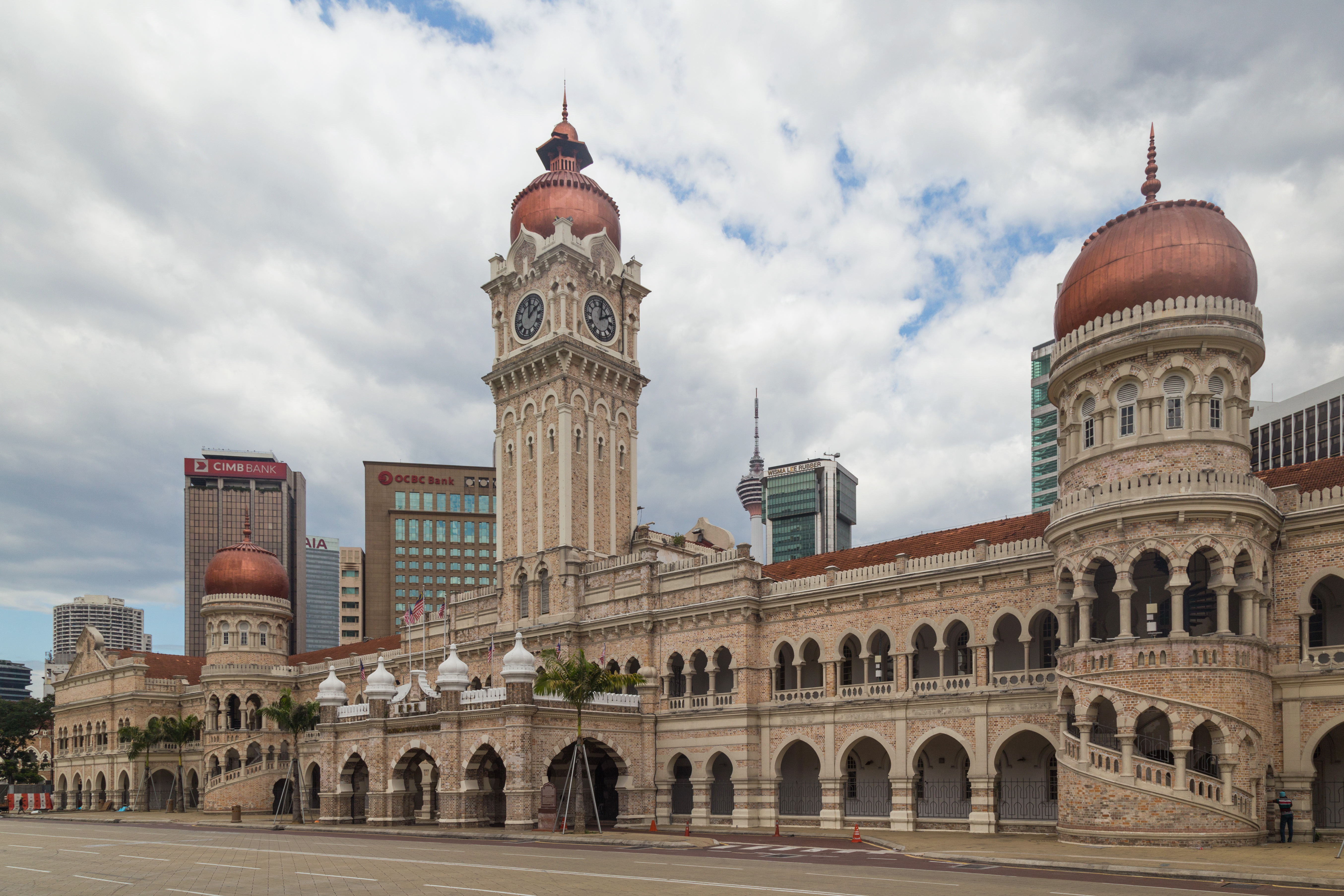
Дворец султана Абдул-Самада

Артур Бенисон Хаббак родился в 1871 году в Ливерпуле, его отец Джозеф Хаббак был в то время мэром Ливерпуля. Закончив Колледж Феттеса в Эдинбурге, Артур стал учеником ливерпульского городского архитектора Томаса Шелмердина. В 1895 году Хаббак переехал в Малайю, где устроился чертёжником департамента общественных работ султаната Селангор в Куала-Лумпуре. Здесь он внёс свой вклад в проектирование здания Британского административного центра, ныне это дворец султана Абдул-Самада. С 1897 года он занимался частной практикой, а в 1901 году вернулся на государственную службу, где сделал успешную карьеру, став со временем главным архитектором Федеративных Штатов Малайи. Артуром Бенисоном Хаббаком спроектировано здесь не менее 25 крупных общественных зданий, среди которых дворцы, мечети, школы, железнодорожные станции. В 1909 году он стал членом Королевского института британских архитекторов (RIBA). В 1914 году Хаббак вернулся в Великобританию, но архитектурой больше никогда не занимался; строительство ряда зданий в Малайе завершалось уже без него.
С началом Первой мировой войны Артур Бенисон Хаббак был зачислен в Территориальные силы британской армии, где командовал батальоном в битве при Лоосе. В 1916 году повышен до бригадного генерала, был ранен в битве на Сомме, стал кавалером Ордена Святых Михаила и Георгия и Ордена «За выдающиеся заслуги». Ушёл в отставку в 1924 году. С началом Второй мировой войны Хаббак просил о возвращении в армию, но ему было отказано из-за преклонного возраста, и он руководил в Хартфордшире организацией по поддержке семей военнослужащих. Умер в 1948 году Броксборне от сердечной недостаточности.
Артур Бенисон Хаббак был женат, имел сына и дочь. Играл в крикет, был капитаном крикетной команды Селангора. Брат архитектора Теодор Рэтбоун Хаббак (1872—1942) был приглашён им в Малайю, где также был инженером-строителем, а позже — писателем и деятелем по охране окружающей среды, внёсшим большой вклад в создание национального парка Таман-Негара. Другой брат, Джордж Клей Хаббак (1882—1955), был англиканским епископом церкви Северной Индии.

## Архитектурное наследие

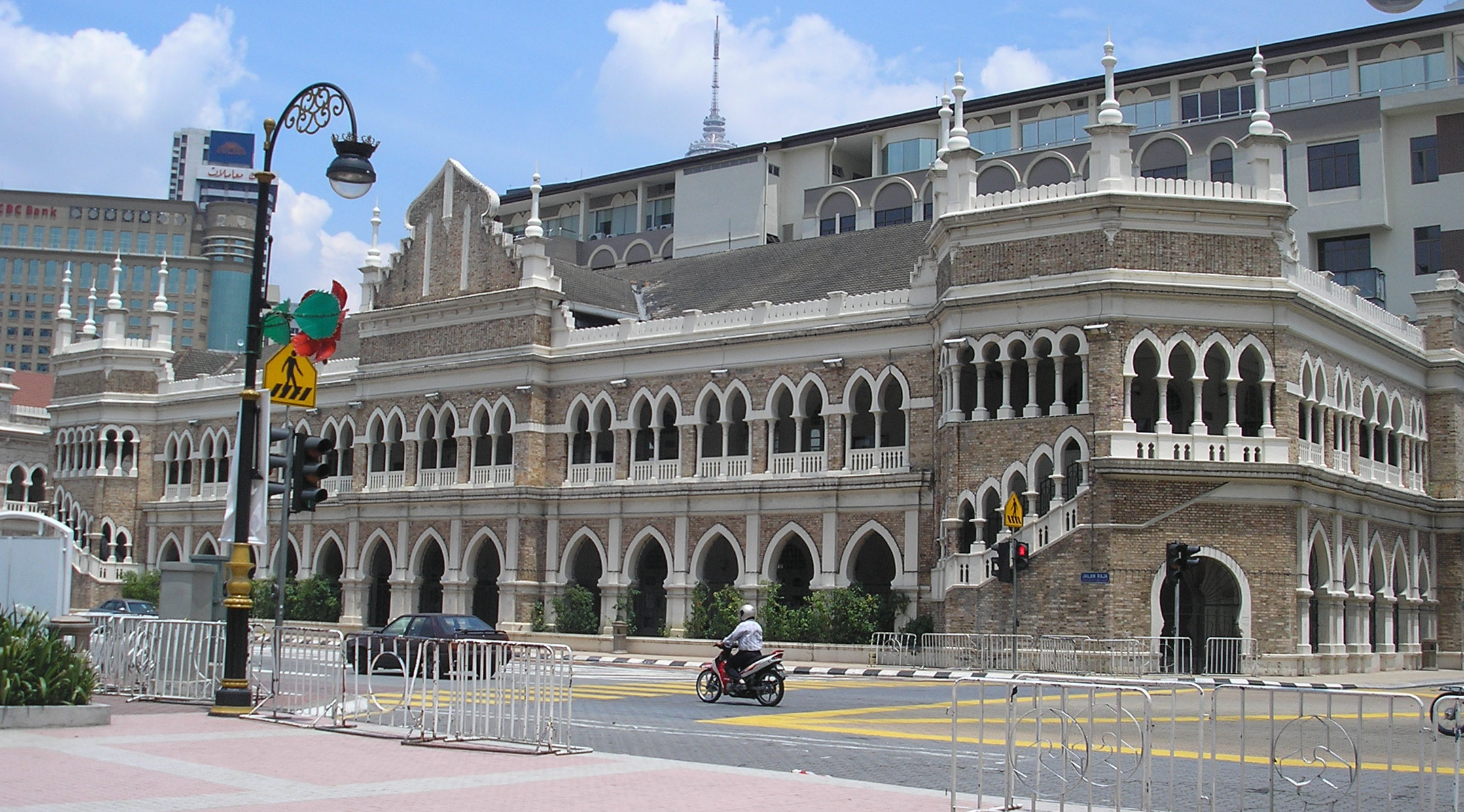
Почтамт в Куала-Лумпуре архитектора А .Ч. Нормана

У истоков оригинального стиля британской колониальной архитектуры в Малайе стояли предшественник Артура Хаббарда на посту государственного архитектора Артур Чарльз Норман, автор здания почтамта в Куала-Лумпуре и дворца султана Абдул-Самада; и гражданский инженер Чарльз Эдвин Спунер, в будущем генеральный директор Малайских железных дорог. Именно им принадлежит идея обогащения модного в ту пору неоклассицизма (называемого в своём британском варианте эдвардианским стилем) ярко выраженными восточными чертами. Это было и данью восхищения архитектурой Великих Моголов, яркие образцы которой Чарльз Спунер мог видеть в начале карьеры на Британском Цейлоне, и реверансом в сторону мусульманских правителей Малайи, бывшей не колонией, а только протекторатом Великобритании. Накладывая на современные конструктивные решения исламские, индуистские, мавританские, готические элементы, творцы «индо-сарацинского стиля» утверждали первенство Британской империи, собравшей воедино множество рас и культур.
Артур Бенисон Хаббак с вдохновением и фантазией поддержал и развил эту тенденцию, обогатив малайскую архитектуру величественными формами, элегантными шпилями, стройными колоннами, изысканными арками. Ещё на раннем этапе Чарльз Спунер хвалил его за «некоторые из самых красивых орнаментов в здании [Британского административного центра], массивную лестницу и потолки центрального зала, … изящные по дизайну и безупречные по исполнению». Творчеству Хаббака свойственно глубокое взаимопроникновение английской и азиатской архитектурной традиции. Он щедро, но не чрезмерно украшает общественные здания куполами, индийскими чатри, башенками в форме минаретов. В его фирменном стиле высокие потолки, просторные открытые лоджии и веранды, широкие лестницы (особенно он любил спиральные).
В то же время при ярких художественных достоинствах здания Артура Хаббака отличает и глубокое понимание строительных технологий и геодезии. По коридорам и лестницам даже в самые жаркие дни гуляет сквознячок, что неоценимо в тропиках. Климатические условия и специфика местных строительных материалов — камня, древесины, черепицы — диктовали Хаббаку выбор архитектурных форм и приёмов строительства. При этом он показал себя не только как художник, но и как способный менеджер, досконально разбирающийся в планировании, сметном деле, контроле затрат, обеспечении эффективности и безопасности строительства.

## Избранные здания А. Б. Хаббака в Малайзии
| №  | Город         | Здание                                                  | Год  | Описание | Фото | Координаты                       |
| -- | ------------- | ------------------------------------------------------- | ---- | --- | ---- | -------------------------------- |
| 1  | Куала-Лумпур  | Carcosa Seri Negara                                     | 1897 | Бывшая официальная резиденция и гостевой дом британского верховного комиссара в Малайе |      | 03°08′40″ с. ш. 101°40′50″ в. д. |
| 2  | Куала-Лумпур  | Старая ратуша на площади Мердека                        | 1904 | Бывшее здание муниципального управления Куала-Лумпура, ныне театральный зал |      | 03°09′01″ с. ш. 101°41′42″ в. д. |
| 3  | Куала-Лумпур  | Национальный музей текстиля                             | 1905 | Построено как здание управления железных дорог Федеративных штатов Малайи |      | 03°08′48″ с. ш. 101°41′39″ в. д. |
| 4  | Куала-Лумпур  | Музей Селангора                                         | 1907 | Здание музея пострадало в годы Второй мировой войны и было снесено |      | 03°08′15″ с. ш. 101°41′15″ в. д. |
| 5  | Джорджтаун    | Здание Малайских железных дорог                         | 1909 | Здание с часовой башней было на время постройки самым большим и высоким в Джорджтауне |      | 05°24′56″ с. ш. 100°20′33″ в. д. |
| 6  | Куала-Лумпур  | Мечеть Масджид-Джаме                                    | 1909 | Старейшая мечеть Куала-Лумпура, до 1965 года — главная мечеть города |      | 03°08′56″ с. ш. 101°41′45″ в. д. |
| 7  | Куала-Кангсар | Малайский колледж                                       | 1909 | Первая светская мужская школа-интернат для малайцев благородного происхождения |      | 04°46′34″ с. ш. 100°56′17″ в. д. |
| 8  | Кланг         | Королевская галерея султана Абдул Азиза                 | 1910 | Построено как окружное управление Кланга после переноса туда столицы султаната Селангор |      | 03°02′29″ с. ш. 101°26′57″ в. д. |
| 9  | Ипох          | Школа Андерсона                                         | 1910 | Государственная школа для мальчиков |      | 04°36′18″ с. ш. 101°05′21″ в. д. |
| 10 | Куала-Лумпур  | Royal Selangor Club                                     | 1910 | Здание спортивного клуба было построено А. Ч. Норманом в 1890 году, Хаббак реконструировал его и пристроил два крыла по сторонам от основного объёма                                                                               |      | 03°08′57″ с. ш. 101°41′34″ в. д. |
| 11 | Куала-Лумпур  | Куала-Лумпурский вокзал                                 | 1911 | Периодически включается в списки самых красивых вокзалов мира. В 1986 году главный вокзал столицы Малайзии перенесён в современное здание, здесь же осталась станция электричек и постепенно разворачивается железнодорожный музей |      | 03°08′22″ с. ш. 101°41′37″ в. д. |
| 12 | Куала-Лумпур  | Здание департамента геодезии Федеративных штатов Малайи | 1911 | По состоянию на 2024 год находится под реконструкцией |      | 03°09′01″ с. ш. 101°41′44″ в. д. |
| 13 | Куала-Лумпур  | Здание Верховного суда Федеративных штатов Малайи       | 1915 | После 2020 года используется министерством культуры и туризма Малайзии |      | 03°08′59″ с. ш. 101°41′43″ в. д. |
| 14 | Ипох          | Ипохская ратуша                                         | 1916 | Здание ратуши и почтамта столицы султаната Перак по состоянию на 2024 год реконструируется под картинную галерею |      | 04°35′50″ с. ш. 101°04′19″ в. д. |
| 15 | Куала-Кангсар | Мечеть Убудия                                           | 1917 | Построена по обету султаном Перака Идриcом Шахом I в благодарность за исцеление от болезни |      | 04°45′51″ с. ш. 100°57′03″ в. д. |
| 16 | Куала-Лумпур  | Здание Малайских железных дорог                         | 1917 | Офис государственных железных дорог Малайзии расположен напротив Куала-Лумпурского вокзала и формирует вместе с ним единый ансамбль привокзальной площади                                                                          |      | 03°08′26″ с. ш. 101°41′34″ в. д. |
| 17 | Ипох          | Ипохский вокзал                                         | 1917 | Второй крупный вокзал Малайских железных дорог, на втором этаже гостиница |      | 04°35′50″ с. ш. 101°04′24″ в. д. |

1. ↑  Это единственное не сохранившееся здание А. Б. Хаббака в Малайзии. Утрачено также единственное творение архитектора за её пределами — железнодорожная станция Коулун[англ.] в Гонконге, от которой осталась лишь часовая башня[англ.].
2. ↑  Фактически железная дорога заканчивается на противоположной стороне Пинангского пролива[англ.], в Джорджтауне на пирсе рядом со зданием пассажиры садились на паром.